# Glaubenberg
Der Glaubenberg ist ein Pass zwischen den Schweizer Kantonen Obwalden und Luzern.

## Lage
Der Glaubenberg verbindet die Orte Entlebuch und Sarnen, die Passhöhe liegt auf 1543 m ü. M. Seit Oktober 2010 ist die Passstrasse vollständig asphaltiert. Während der Wintermonate ist die Glaubenbergpassstrasse von Gfellen bis Langis gesperrt. Von Sarnen her ist die Strasse bis zum Langis (1 km östlich der Passhöhe) ganzjährig offen. 

## Tourismus und Moorlandschaft
Vom Glaubenbergpass aus ist der Fürstein (2040 m), der höchste Gipfel der Region Glaubenberg, zu Fuss gut erreichbar. Westlich des Passes liegt der Wissguber mit 1941 m Höhe. Beim Langis befindet sich ein Restaurant. Im Winter werden im Gebiet Langis/Schlierental Langlaufloipen angelegt.
In den Sommermonaten (Mitte Juni bis Mitte Oktober) und zur Skisaison fährt täglich 6 bis 8 Mal ein Postauto von Sarnen nach Langis. In den Sommermonaten fährt am Wochenende vier Mal ein Postauto ab Entlebuch über den Glaubenberg nach Langis.
Die Umgebung des Passes ist bekannt als Standort zahlreicher Moore. Die Moorlandschaft Glaubenberg ist mit 130 Quadratkilometern die grösste Moorlandschaft der Schweiz und im Bundesinventar der Moorlandschaften von besonderer Schönheit und von nationaler Bedeutung (Moorlandschaftsinventar)
eingetragen.

## Geschichte
Während des Zweiten Weltkriegs wurde an der Glaubenbergstrasse im Gebiet Wanegg die Sperrstelle Wanegg mit drei Infanteriewerken gebaut.
Auf dem Glaubenberg befinden sich mehrere Schiessplätze der Schweizer Armee. Seit November 2015 wird das Truppenlager auf dem Glaubenberg als Bundesasylzentrum genutzt.